# Vasche limarie
Le vasche limarie di Brindisi erano delle cisterne di decantazione e sedimentazione delle acque provenienti da pozzi esterni alla città che, grazie alla naturale pressione, alimentavano alcune fontane della città. Costituivano così la parte terminale dell'acquedotto romano che dal Pozzo di Vito (contrada a circa 10 km a ovest della città) portava l'acqua a Brundisium, attraverso un percorso in parte sotterraneo e in parte in elevato.

## Storia
Le vasche, che si trovano adiacenti a Porta Mesagne (o Porta Napoli) e quindi a ridosso della cinta muraria, risalgono all'epoca romana e furono costruite con il carparo, il materiale da costruzione più diffuso nella zona. Caddero in disuso, a causa dei mancati interventi manutentivi, probabilmente già nell'alto medioevo, con lo spopolamento conseguente alle scorriere dei Goti e dei Saraceni; con la rinascita della città in età normanna e sveva, la loro funzione fu presa da una nuova cisterna realizzata ancora a ridosso delle mura ma più a meridione (dove poi fu costruito il cinquecentesco bastione San Giorgio) e da una conserva d'acqua costruita nel centro della città.
Le vasche furono quindi "scoperchiate" intorno al 1530, con la costruzione del Bastione Carlo V a difesa di Porta Mesagne: si era reso necessario infatti abbassare la loro altezza che era superiore a quelle delle mura cittadine adiacenti; insieme alla Porta Mesagne, poi, sono state oggetto di interventi impropri nel corso del XX secolo: nel 1903 fu realizzata l'"Officina Elettrica", proprio a ridosso del corpo di fabbrica; negli anni trenta per contenere un terrapieno furono aggiunti dei tufi di carparo sulle antiche mura; poi nel dopoguerra hanno ospitato un locale di ristorazione.
Nel corso degli anni novanta sono state restaurate in tutte le loro parti conservate e sono tornate alla pubblica fruizione.

## Descrizione
La struttura rimasta, orientata secondo un asse nord-ovest sud-est, ha una lunghezza di 51 m e una larghezza di 11,20 m. Il complesso era composto da almeno tre vasche successive e comunicanti, coperte da volta a botte alta circa 4,90 m dalla base. Le coperture vennero demolite probabilmente perché superavano in altezza le mura aragonesi. Le pareti e le volte sono in opera cementizia e opera laterizia, il muro interno trasversale in opera reticolata, mentre il pavimento è rivestito da lastre di terracotta. Muri e piloni sono intonacati con sabbia, calce e frammenti di tegole per uno strato di circa 2 cm. La parete perimetrale a ridosso delle mura è alta poco più di 5 m e lineare, mentre la parete opposta presenta due ripiegature verso l’interno ed è in gran parte distrutta, elevandosi per circa 1,7 m e (come la precedente) avente uno spessore di circa 80 cm.
La vasca maggiore (quella più a sud e meglio conservata) è lunga 29,28 m, larga 8,10 m e divisa in due strette navate da una fila di 6 pilastri, larghi 1,20 m, che lasciano ipotizzare una copertura con doppia volta a botte. La vasca subito a nord è lunga 16,18 m e larga 8,55 m. In entrambe le vasche c’è una canaletta sulla pavimentazione che, insieme al condotto nell’angolo a nord della vasca grande, serviva a smaltire il limo depositato durante la sedimentazione e i lavori di pulizia delle cisterne. La canaletta (18 x 16 cm di sezione) presenta una diramazione a Y in entrambe le vasche e il condotto, largo 80 cm, si inoltrava diagonalmente nella vasca per circa 4 m. L’ingresso è alla base del muro perimetrale a ovest e vicino ad esso, a 1,98 m dal pavimento, c’è un foro di 24 cm che serviva probabilmente a regolare il livello delle acque. Sull’angolo del muro di fronte è presente un altro arco di uso incerto. I muri perimetrali sono in blocchetti irregolari di calcare, alternati a fasce di laterizi e alla loro base vi sono dei cordoli che servivano a eludere infiltrazioni e perdite d’acqua. Nel 1913 vennero alla luce quattro grossi pilastri, alti 4 m e addossati alla parete esterna della vasca maggiore come contrafforti di contenimento della pressione dell’acqua.
La seconda cisterna è divisa dalla prima da un muro con un’apertura di 1,40 m per far passare l’acqua. Le tecniche costruttive differenti dimostrano che sono state realizzate in tempi diversi, forse per ovviare a una maggiore richiesta e/o flusso di acqua. Più a nord c’era una terza vasca, quasi del tutto distrutta, divisa dalla seconda da un muro con un’apertura di 80 cm posta a 60 cm dal pavimento. Di questa terza vasca resta solamente un  muro dello spessore di 60 cm.
La pendenza delle vasche è verso sud, quindi si suppone che la condotta di immissione entrasse nella vasca più a nord, non più esistente.